# Ríkisútvarpið
Ríkisútvarpið (viết tắt: RÚV) là tổ chức phát sóng công cộng quốc gia thuộc sở hữu của chính phủ Iceland. Thành lập vào năm 1930. RÚV là thành viên đồng sáng lập tổ chức Liên hiệp Phát sóng châu Âu.